# Аварійний буй затонулого судна

Зовнішній вигляд

Світловий режим

Аварійний буй затонулого судна — спеціальний навігаційний знак, для позначення небезпечного для навігації недавно затонулого судна. Встановлюється на перші 24-72 години після аварії, по збіганню цього терміну має замінятися постійним знаком (поодинокої небезпеки або кардинальним), а його місцерозташування заноситися в навігаційну документацію.
Буй покликаний забезпечити «чітке і однозначне» позначення нової, ще не нанесеної на мапи небезпеки. На його корпус наносяться 4, 6 або 8 почергових вертикальних жовтих і синіх смуг. Додатково може нафарбовуватися напис «WRECK», а нагорі буя поміщатися топова фігура у вигляді жовтого рівнобічного прямого хреста. Світловий сигнал блимає почергово жовтим і синім світлом з періодом свічення в одну секунду і перервою між свіченням 0,5 секунди.
МАМС впровадила використовування аварійних буїв після черги зіткнень із затонулим норвезьким судном Tricolor: нідерландського судна Nicola та зареєстрованого в Туреччині танкера Vicky.

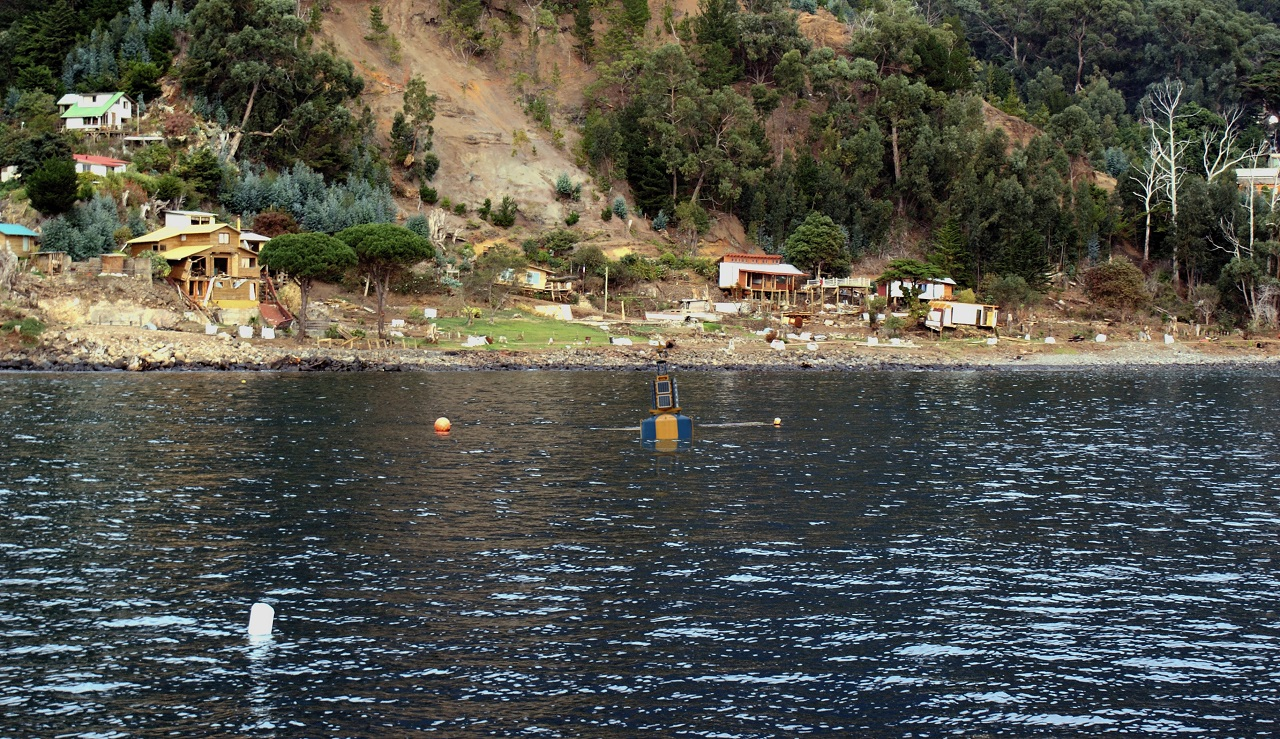
Встановлений буй